# Jan Brockhoff
Jan Brockhoff (* 3. Dezember 1994 in Hildesheim) ist ein ehemaliger deutscher Radrennfahrer und späterer Sportlicher Leiter.

## Sportliche Laufbahn
In den Nachwuchsklassen war Brockhoff beim RSC Hildesheim aktiv. Im Jahr 2011 gewann er eine Etappe der Niedersachsen-Rundfahrt für Junioren und wurde Achter der Gesamtwertung, im Jahr darauf wurde er deutscher Junioren-Meister im Straßenrennen.
Im Erwachsenenbereich schloss sich Brockhoff zunächst dem Thüringer Energie Team an. Er wechselte im Jahr 2014 zum Development Team Giant-Shimano, für das er eine Etappe der Tour Alsace gewann. Anschließend fuhr Brockhoff 2015 für ein Jahr  bei AWT greenway, gewann den Prolog des Carpathian Couriers Race und wurde Achter der Vuelta a La Rioja, einem Eintagesrennen der ersten Kategorie. Zur Saison 2015 schloss er sich Leopard Pro Cycling an. 2016 gewann er Rund um Düren. Nach den Jahren ohne vordere  Platzierungen beendete Brockhoff seine Radsportlaufbahn mit Ablauf der Saison 2018 und wurde Sportlicher Leiter bei seinem letzten Team als Aktiver.

## Erfolge
2011
- eine Etappe Niedersachsen-Rundfahrt (Junioren)

2012
- Deutscher Junioren-Meister – Straßenrennen

2014
- eine Etappe Tour Alsace

2015
- Prolog Carpathian Couriers Race